# 裙底風光

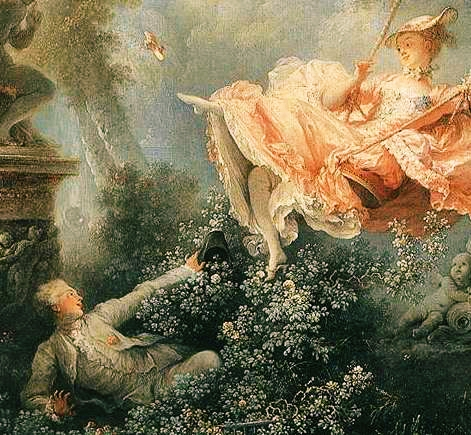
奧諾雷·弗拉戈納爾的作品《鞦韆》局部，繪於1767年。

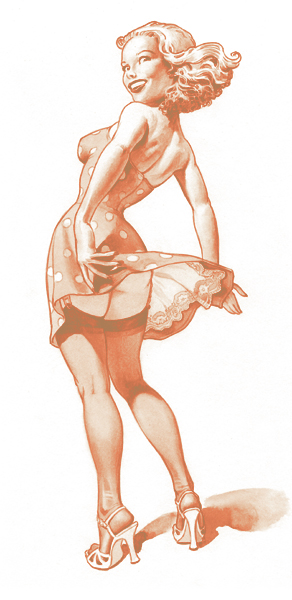
以派翠克·希提作為海報女郎繪製的美女海報。

裙底風光（又稱裙底春光等）是一個俚語，通常是指人們仰視別人裙底下的影像。在這種情況下，觀者可能看見包括內褲及臀部和私處等。裙底風光不一定只是指出經過攝影所得的照片，也可以是視訊、圖畫，或者僅以肉眼所觀看的景像。

## 偷拍情況

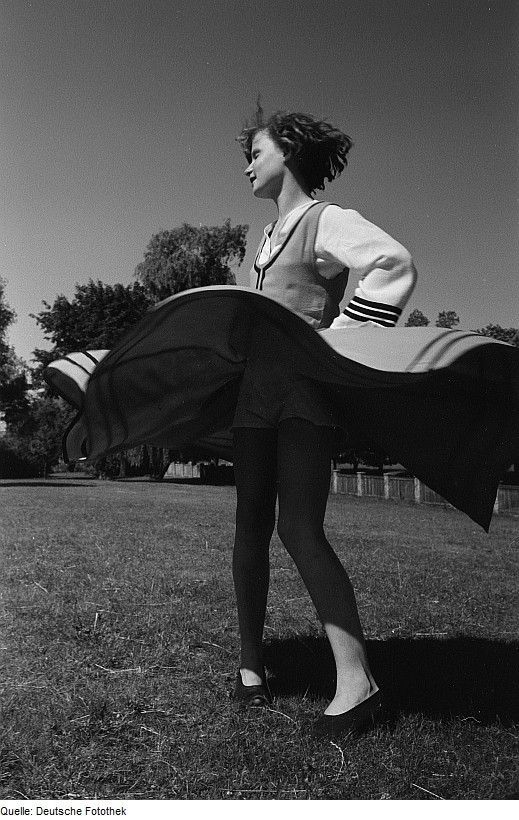
一名女孩裙底下的內褲遭到拍攝。

雖然也有少數裙底風光的照片是在攝影者與模特兒雙方一致同意之下，在模特兒假裝不知情的狀況下所進行的拍攝行動，或者是要宣傳某活動或事情而作為大眾傳播的工具。但絕大多數照片或影像則是拍攝者以隱藏鏡頭採取偷拍的方式，在未經遭拍攝者的同意情況下取得相關的照片或影片，也讓偷拍或觀看裙底風光成了另一種型式的窺視症或戀物情節。 在這種偷拍情況下，人們可能在這些照片影像中看見女性所穿著的內褲，甚至還有可能是不穿內褲時露出的女陰。老道明大學教授保拉·馮便認為這類型照片的吸引人們的地方，在於「如同一個鏡頭任人伸展」。
這種情況更隨著擁有照相功能的手機問世後，讓偷拍裙底風光這一類型情色照片的風氣因而流行了起來。 甚至還有人以更具專業功能性的照相手機、照相機、電影攝影機等，來作為拍攝女性裙底的工具。 大部分情況之下，照片中的女性往往是在不知情的情況下遭到拍攝，然後在網際網路上公布而四處流傳。 而這種於公共場所偷拍攝的照片影像也成了一個龐大的市場，到了今日已經有超過100多家網站專門提供這一類裙底風光的照片供人瀏覽或下載。
隨著時代的進步，裙底風光從最早的透過複製素描或其他畫作的方式進行流傳，演進至1960年代後大量有關迷你裙的裙底風光照片。到了今日這些照片以網際網路上的眾多網站流通，使得包括這一類具有色情內容的事務能快速傳播。而除了專門的網站和數量遽增的部落格外，一些相似內容的影片或其截圖也會在YouTube等其他網站流通。
擁有裙底風光的照片或視訊影片已經作為色情產業上的長期代表之一，往往在許多可能涉及非法的色情網站中十分常見。 瀏覽者可以免費或者網路付費的方式觀看這些拍攝下來的照片或影像，而此時裙底遭偷拍攝的女性往往處於完全不知情的情況下。

## 各國相關法律因應
很多國家對這一類拍攝裙底風光的行為，將其列為犯罪行為之一；因為在未經當事人同意下進行拍攝，便有侵犯個人隱私的疑慮，而受害者便可對此提出相關的法律救濟。另外有些影片會因為類似角度而遭到法律的懲處或司法機關的刁難，例如在1992年電影《第六感追緝令》一個著名場景中，莎朗·斯通飾演的角色在警察總部進行審訊時，除了手持一隻點燃的香菸外，還挑釁般的將她的雙腿交叉而泰然自若的露出沒有穿著內褲的私處。也因為這一畫面的緣故，使得製作公司遭到許多刁難與批評。

### 澳大利亚
2006年後，澳大利亚絕大多數州都已經通過相關法律，禁止人們在未經當事人同意的情況下，於公共場所等地方拍攝裙底風光的照片或影像。

### 紐西蘭
在紐西蘭，無論是在什麼場合之下，如果有人在未經告知的情況下偷拍人體私密處算是違法的。因為當事人無論是在公共場所還是私人場合，都應擁有著「合理的隱私期望」。此外，私自擁有或者是到處散佈這些照片也都屬於違法的事項。

### 英國
英國政府方面，並有沒有一套具體的法律來禁止拍攝或散播這類照片。但是如果行為過度不合事宜，針對實行該項行為的偷窺犯罪仍能以2003年頒布的《2003年性罪行法令》或者是根據妨害善良風俗等相關法律來處置。

### 芬蘭
2010年一名居住於圖爾庫的老人因其偷偷拍攝裙底風光而被判罰12天的罰款額度，並沒收了相機。不過實際上，芬蘭至今仍對於偷拍裙底風光的行為在法律上仍未完全訂定明確的法規限制。

### 意大利
在意大利方面，政府禁止人們對可能侵犯個人隱私或者有性行為的影像或照片，進行公開的販賣與購買。

### 美國
自2000年美國市場引進了照相手機之後，聯邦政府與各州也開始立法加以規範拍攝裙底風光的事情發生。 到了2004年美國頒布了《視訊偷窺犯案預防法》（The Video Voyeurism Prevention Act of 2004），首次能正式依法懲處那些蓄意在未經同意的情況下，拍攝他人私人領域的犯罪者，以維護人民獲得隱私上的期望。
不過相關事件有時仍無法得到一定的懲處，如在喬治華盛頓大學法學院擔任副教授的丹尼爾·沙勒夫便曾於所著書籍《隱私不保的年代：網路的流言蜚語、人肉搜索、網路霸凌和私密窺探》（The Future of Reputation: Gossip, Rumor, and Privacy on the Internet）中提到一個案例。案例發生於2007年，兩名男子在華盛頓州的一家購物中心拍攝了裙底風光的照片並遭到舉發。最初兩人以「引起或滿足性慾為理由拍照」作為犯罪行動，而依《視訊偷窺犯案預防法》起訴，地方法院也因他們並沒保障受害者的隱私期望判有罪。然而當上訴至華盛頓高等法院時卻改判無罪，因為法律對在公共空間如購物中心內拍攝，是否有侵犯隱私權並傷害被拍攝者之事仍抱持疑慮。

### 日本

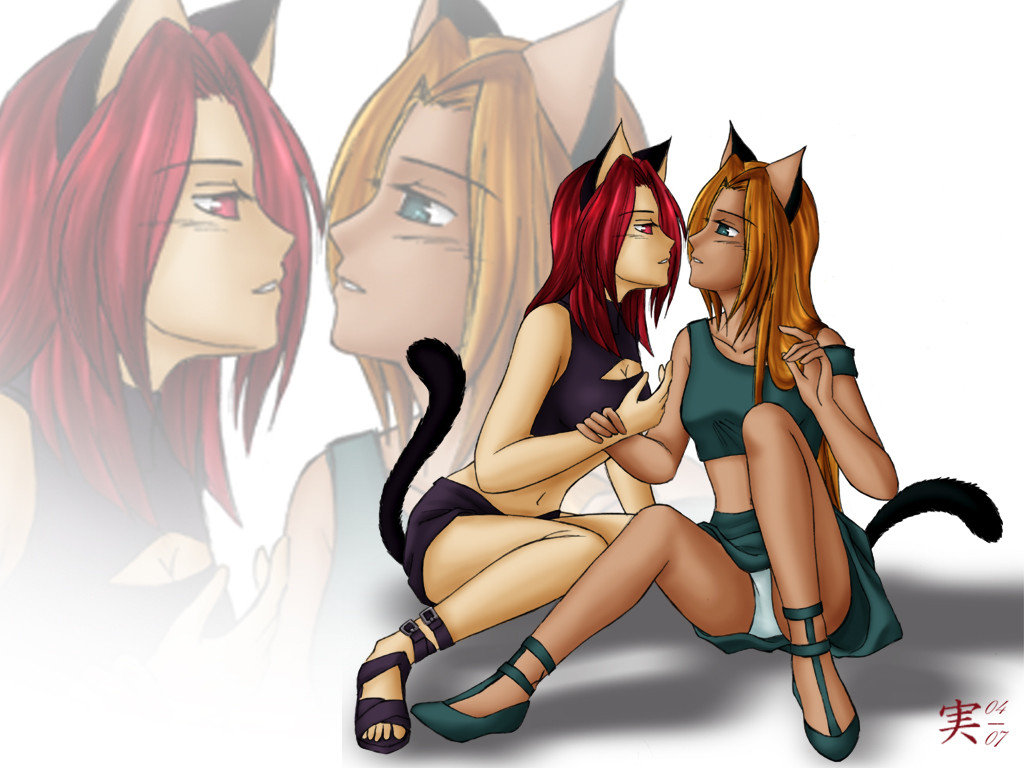
在一張以百合為主題的日本漫畫中，也可以看見裙底風光的概念。

在日语中，將類似偷拍裙底風光的事件称为「 panchira」，是将日語中更長詞彙的加以省略的略称。其中是指内裤，而則是一点点的意思，而的意思便是指不小心看见了一点点的内裤。不過与暴露癖不同之处為前者並不是故意露出，而后者則是该人物自行故意露出。類似情況於日本也漸漸形成了一种名為「若隱若現」（チラリズム）的主义。
在2002年之前，日本政府對於利用隱藏式攝影機拍攝一事認為其並無違反法律，但如果人們公開散佈此類照片則可能會觸犯其他相關法條。今日於日本上市的照相手機，絕大多數都會在照相時候發出足以讓人識別的聲音，藉由這種設計來讓當事人更能夠察覺到自己可能遭到偷拍。 另外在日本漫畫和動畫市場中，露出裙底風光的畫面也是十分常見。

### 中国
对“偷拍裙底”行为，按照《中华人民共和国治安管理处罚法》第四十二条规定，处五日以下拘留或者五百元以下罚款；情节较重的，处五日以上十日以下拘留，可以并处五百元以下罚款。

## 關連項目
- 窺視症
- 掀裙癖
- 脫衣舞
- 走光
- 衣服滑落
- 安全褲
- 紀實攝影
- 不穿內褲
- 純粹攝影（英语：Straight photography）
- 色情類型列表（英语：List of pornographic sub-genres）

## 附註
1. 1 2 3 4  The Future of Reputation: Gossip, Rumor, and Privacy on the Internet. . 耶魯大學出版社. 2008年10月28日: p.166  [2011年5月14日]. ISBN 9780300144222 （英语）.
2. ↑  Sex Crimes Investigation: Catching and Prosecuting the Perpetrators. . 格林伍德出版集團. 2006年4月30日: p.146  [2011年5月14日]. ISBN 0275989348 （英语）.
3. ↑  Jo Napolitano. . 《紐約時報》（紐約時報公司）. 2003年12月11日  [2011年5月14日]. （原始内容存档于2011年3月11日） （英语）. ... the proliferation of camera phones had helped give new life to "up skirt" or "down blouse" photography.
4. ↑  Michael Tsai. . 《檀香山廣告人報》（甘尼特傳播公司）. 2004年1月18日  [2011年5月14日]. （原始内容存档于2018年12月25日） （英语）. But, because of the growing popularity of camera-equipped cell.
5. ↑  Sex in Consumer Culture: The Erotic Content of Media And Marketing. . Routledge. 2005年9月6日  [2011年5月15日]. ISBN 9780805850901 （英语）.
6. 1 2  Maureen O'Hagan. . 《西雅圖時報》（西雅圖時報公司）. 2002年9月20日  [2011年5月14日]. （原始内容存档于2011年9月17日） （英语）. So-called "upskirt cams," sometimes called "upskirt photos" or "upskirt voyeur pictures," are a hot commodity in the world of Internet pornography.
7. ↑  . 《雪梨晨鋒報》（費爾法克斯媒體公司）. 2006年7月28日  [2011年5月14日]. （原始内容存档于2012年11月2日） （英语）. Voyeurs who secretly take pictures up women's skirts or down their blouses will face a crackdown under draft uniform national laws criminalizing the practice.
8. ↑  . 《紐西蘭先鋒報》（APN新聞暨媒體公司）. 2006年11月25日  [2011年5月14日]. （原始内容存档于2014年8月9日） （英语）. The punishment can be up to three years' imprisonment.
9. ↑  . 《每日電訊報》. 2009年2月25日 （英语）.
10. ↑  Marko Hämäläinen. . 《赫爾辛基日報》（薩諾瑪公司）. 2010年5月8日  [2011年5月14日]. （原始内容存档于2010年8月22日）.（文）
11. ↑  . 全美犯罪受害者中心. 2005年7月  [2011年5月14日]. （原始内容存档于2012年6月24日） （英语）.
12. ↑  . 美國政府追蹤網站. 2006年11月25日  [2011年5月14日] （英语）.
13. ↑  Miki Tanikawa. . 《紐約時報》（紐約時報公司）. 2002年9月9日  [2011年5月14日]. （原始内容存档于2014年8月10日） （英语）. Mindful of such dangers, mobile network operators such as J-Phone have set up the phones so that releasing the shutter causes the phone to emit words like "Cheese!" or "Click!" Still, the sound may not be noticed in noisy public places such as stations, and some underground technology shops offer to undo the sound trigger for a price.
14. ↑  毕晓哲. . 人民网. 2014-06-12  [2019-11-21]. （原始内容存档于2015-05-02） （中文（中国大陆））.
15. ↑  . 中国政府门户网站. 2005-08-29  [2019-11-21]. （原始内容存档于2019-09-05） （中文（中国大陆））. 第四十二条　有下列行为之一的，处五日以下拘留或者五百元以下罚款；情节较重的，处五日以上十日以下拘留，可以并处五百元以下罚款：……（六）偷窥、偷拍、窃听、散布他人隐私的。

## 外部連結
- （繁體中文）張貴閔. . 聯晟法網.   [2011年5月14日].
- （英文）. 美國電子隱私權資料資訊中心.   [2011年5月14日]. （原始内容存档于2018年12月25日）.
- （英文）. Caslon Analytics note.   [2011年5月14日]. （原始内容存档于2006年12月6日）.
- （英文）. 《商業周刊》. 2005年8月8日  [2011年5月14日]. （原始内容存档于2011年5月26日）.
- （英文）. Sam Shaw Inc. 2014-09-15  [2015-06-05]. （原始内容存档于2015-06-08）.